# 이상로 (1506년)
이상로(李商老, 1506년 ~ 1576년)는 조선 순무영 어모장군 직책을 역임한 조선 시대 무관 겸 정치인이다. 본관은 전주(全州)이고 자는 덕옹(德翁)이며 호는 체소당(體素堂)이다.

## 생애

### 주요 이력
조선 시대 초기 왕족 종실이었던 종의군 이귀생(從義君 李貴生, 조선 제2대 군주 정종 이경의 서자(庶子).)의 현손(玄孫)이자 이숙선(李淑善)의 아들인 그는 1541년 음서로써 조선국 무관 관직에 천거되어 충좌위부사과(忠佐衛副司果) 계급의 어모장군(禦侮將軍)을 역임하였으며 1571년 관직 은퇴하였다.
1576년 그의 사후 1582년 가선대부 공조참판(嘉善大夫 工曹參判)에 추증되었다.